# Войцеховичі
Войцеховичі (пол. Wojciechowiczowie, рос. Войцеховичи) — козацько-старшинський, а пізніше також дворянський рід.

## Походження
Нащадки Івана Войтеховича, «обивателя Седнівського» (†1673 р.).

## Опис герба
У блакитному полі п'ятикутний хрест, супроводжуваний знизу підковою (Ср. Прус).
Щит увінчаний дворянськими шоломом і короною. Намет блакитний, підбитий сріблом.

## Родова схема
Іван (Богдан) Войтехович (*? — †1672)
- Богдан (Афанасій) Іванович (*? — †до 1705)[2]
  - Степан Богданович (*? — †1711)[3] ∞ Марія Тарнавіотівна (*? — †після 1760)[4]
    - Василь Степанович (*? — †до 1741)[5]
    - Петро Степанович[6] ∞ Євдокія Петрівна N (*? — †?)
    - Олена Степанівна (*? — †?) ∞ Іван Васильович Скоропадський (*? — †невдовзі після 1727) ∞ Іван Іванович Райх (*? — †?)[7][8]

  - Іван Богданович (*? — †1730)[9]
    - Петро Іванович (*? — †?) ∞ Марія Данилівна Тарновська (*? — †1700)[10]

  - Петро Богданович (*? — †1723)[11] ∞ Анна Павлівна Полуботок (*? — †після 1730)
  - Катерина Богданівна (*? — †?) ∞ Криштоф Самійлович Фридрикевич (*? — †1700)[12]
- Данило Іванович (*? — †?)[13]
- Степан Іванович (*? — †?)[14]